# Коучмэн, Элис
Элис Мэри Коучмэн (-Дэвис) (англ. Alice Marie Coachman (-Davis); 9 ноября 1923, Олбани, штат Джорджия, США — 14 июля 2014, там же) — американская спортсменка, чемпионка летних Олимпийских игр в Лондоне (1948) в прыжках в высоту, первая чернокожая олимпийская чемпионка.

## Спортивная карьера
Росла в южном штате Джорджия, где были сильны традиции сегрегации, в силу чего она не могла тренироваться в местных спорткомплексах. Несмотря на это, в возрасте 16 лет сумела выиграть первую награду в прыжках в высоту американского Любительского спортивного объединения (AAU) (1939), оставаясь до 1948 г. непобедимой в этой дисциплине и выиграв десять чемпионатов подряд. На момент смерти удерживала за собой рекорд по количеству побед подряд в прыжках в высоту на чемпионатах AAU; в 1941-43 гг. также побеждала на соревнованиях, проводившихся в закрытом помещении.
Одновременно выступала в спринтерском беге, выступая за Таскиджийский университет, становилась чемпионкой США в эстафете 4×100 метров (1941 и 1942). В этой дисциплине выиграла восемь титулов на открытом воздухе и два — в помещении. В общей сложности завоевала 25 титулов AAU.
На летних Олимпийских играх в Лондоне (1948) завоевала золотую медаль в прыжках в высоту с новым рекордом соревнований — 1,68 м. Стала единственной американкой, которая победила на этой Олимпиаде и первой чернокожей олимпийской чемпионкой.
После Игр в Лондоне спортсменка завершила свою карьеру, вышла замуж и работала учителем в Атланте. В 1952 стала первой чернокожей американкой, изображение которой было использована в рекламе марочного продукта (плакаты Coca-Cola).
Являлась почетным членом Alpha Kappa Alpha Sorority, в 1975 г. была введена в Зал легкоатлетической Славы США и в 2004 г. в Американский зал Олимпийской славы.